# Elle le gibier
Elle le gibier est un roman noir d'Élisa Vix publié en mars 2019 aux Éditions du Rouergue.

## Résumé
Trois jeunes gens, environ 25 ans, après plusieurs années de recherche universitaire, faute de pouvoir postuler pour des postes en recherche publique, vu les restrictions budgétaires, pointent à Pôle Emploi. Ils sont surdiplômés, donc inemployables, donc inutiles socialement, et prêts au bout d'un certain temps d'accepter un emploi dans leur domaine , pas au niveau correct de compétence et de salaire.
Chrystal, Cendrine et Erwan sont embauchés le même jour par Medecines, une entreprise d’information médicale auprès des professionnels de santé. La société est de petite taille, à Paris-ville, avec 40 employés, surtout des jeunes diplômés désespérés, plus malléables, plus oignorants de leurs droits, avec un tunr-over monstrueux. Le premier mois consiste en formation en e-learning, des principes de fonctionnement , des procédures diverses, particulièrement de réclamations (sur plaintes des clients).
Les quatre mois suivants sont de probation au centre d'appel, avec communication de données (reporting) quotidiennement, enregistrement des communications, respect des protocoles, interdiction d'initiative. Erwan (24 ans) abandonne très vite ce marche ou crève, assumé par les n+1 et le présumé psychopathe de n+2, le patron (CEO).
La période de probation est renouvelée pour Chrystal, mais validée pour Cendrine, ce qui signifie CDI, amélioration salariale, augmentation de charge de travail, prise de responsabilité et de garde (hors poste).
Cendrine rencontred dans un McDonald, Erwan, en meilleure forme, sur le départ pour l'Irlande. Ils s'envoient des mails.
Lorsque Chrystal a commencé à résister, le système « Medecines » a pris peur et s'est emballé(p. 63). À cause d'un travail mal contrôlé, Chrystal est accusée (à tort) de négligence, voire d'erreur grave, et est donc soumise à un contrôle strict de tous ses envois : mise à l'épreuve de deux mois. Décomposée, humiliée, exténuée, Chrystal s'effondre : malaise, arrêt maladie d'une semaine. Harcèlement moral !
Au retour, c'est l'entretien annuel d'évaluation, surtout de la capacité à être docile, corvéable. Chrystal est invitée à rédiger un rapport d'étonnement et de proposer des améliorations de fonctionnement. Puis c'est l'entretien préalable au licenciement pour insuffisance professionnelle.
Elle envisage une action aux prud’hommes.
Puis, elle va soigner sa dépression dans la maison de famille, retrouve Karim, reprend vie, apprend à tirer au fusil. Puis...
La première partie Brainstrorming porte seulement sur cette année à « Medecines », de l'embauche au licenciement. La seconde partie Deadline évoque un peu les années qui ont précédé, à l'école, en famille (Sylvie), et les quelques semaines qui ont suivi le licenciement, avec Karim, Maria. Les chapitres sont préentés comme autant d'entretiens d'un narrateur extérieur, pas journaliste, mais plutôt romancier, qui viendrait après un carnage essayer de rétablir une vérité. Le prologue est le témoignage de Matteo, le second amour de Chrystal. L'épilogue est un bref remerciement de Chrystal sans doute à tous mes employeurs, sans qui ce livre n'aurait pas été possible.

## Personnages
- Chrystal, 30 ans (?), doctorat en neurosciences, spécialisée en maladie d'Alzheimer (modèle murin), très belle, père décédé,
- Cendrine, 29 ans, doctorat en biologie, thèse sur le ribosome du poisson-zèbre, rouquine, un peu potelée, père irlandais séparé,
- Erwan, 24 ans, master en nutrition et diabétologie, visage bancal, très laid
- Sophie H., 28-29 ans, n+1 de Chrystal, performante, tatillonne, chiante, perfectionniste, le management par le stress,
- Karim, ex-petit ami de Chrystal, pour une seule nuit, revenu au pays, cusinier et patron d'une pizzéria,
- Maria, victime revancharde d'un management au harcèlement dans un supermarché,
- Sylvie, mère de Chrystal, directrice de bibliothèque, mariée à Christian (décédé en accident de voiture), remariée à Joren,
- Jean-Christophe D., 54 ans, médecin du travail, prestataire de service pour Medecines, 8 à 10 jours par mois,
- Claire, médecin généraliste,
- Mattéo, connaissance du père de Chrystal, assureur, marié avec deux enfants, amant de Chrystal dans ses années de master de neurosciences...

## Réception
Certain lectorat francophone de roman noir apprécie : 
"Medecines"", c'est un univers orwellien, le mensonge y est vérité, l'acharnement tatillon y est encouragement. Un monde impersonnel, dépersonnalisant, un gâchis de compétences chèrement acquises, la négation de l'individu, son anéantissement dans un système prédateur qui ne sait que prendre et jamais donner. 
Réquisitoire contre le monde du travail tout comme Les Visages écrasés de Marin Ledun, il ya quelques années.
 Une nouvelle et belle occasion de se réjouir de l’existence d’une littérature au regard acéré sur le monde.
Dans ce roman choral, sous forme de témoignage, on croise une galerie de personnage tous plus crédibles les uns que les autres.
C'est le portrait d’une génération sacrifiée que l’on nous montre, de jeunes gens passionnés par leur sujet de thèse (ou par leurs études) qui sont obligés de prendre n’importe quel travail pourvivre.

## Prix
- Prix Jean Amila-Meckert 2020[6]